# Løkken-Vrå
Løkken-Vrå é um município da Dinamarca, localizado na região norte, no condado de Nordjutlândia.
O município tem uma área de 181 km² e uma  população de 8 824 habitantes, segundo o censo de 2004.